# Buena Vista, Tlapacoyan
Buena Vista är en ort i Mexiko.   Den ligger i kommunen Tlapacoyan och delstaten Veracruz, i den sydöstra delen av landet, 200 km öster om huvudstaden Mexico City. Buena Vista ligger 692 meter över havet och antalet invånare är 332.
Terrängen runt Buena Vista är lite bergig. Runt Buena Vista är det ganska tätbefolkat, med 100 invånare per kvadratkilometer. Närmaste större samhälle är Tlapacoyan, 3,7 km öster om Buena Vista. I omgivningarna runt Buena Vista växer huvudsakligen savannskog.